# Puchar Rumunii w Rugby Union Mężczyzn (2018/2019)
Puchar Rumunii w Rugby Union Mężczyzn 2018/2019 – siedemdziesiąta druga edycja Cupa României w rugby union. Zarządzane przez Federațiă Română de Rugby zawody odbyły się systemem pucharowym w ośmiozespołowej obsadzie w dniach 16 listopada 2018 – 23 marca 2019 roku. Obrońcą tytułu był zespół CSM Bukareszt.
W meczach ćwierćfinałowych triumfowali wyżej rozstawieni gospodarze, w półfinałach lepsi okazali się obrońcy tytułu oraz zespół z Timișoary. Finał został zaplanowany na 30 listopada 2018 na Parcul Sportiv Iuliu Hațieganu, jednak z uwagi na zmrożone boisko został początkowo opóźniony, a następnie odwołany. Nowa data finału została wyznaczona na 23 marca 2019 roku, a po raz drugi z rzędu triumfował CSM Bukareszt.

## System rozgrywek
Siedemdziesiąta druga edycja Pucharu Rumunii odbyła się ponownie według zmienionego formatu, a wziąć w nich miały udział wszystkie drużyny uczestniczące w organizowanych przez Federațiă Română de Rugby rozgrywkach SuperLigi obecnego sezonu. Rywalizację zaplanowano na listopad 2018 roku w formie trzyrundowej fazy pucharowej. Mecze ćwierćfinałowe zostały rozegrane na boiskach drużyn klasyfikowanych wyżej podczas pierwszej części sezonu ligowego, pozostałe zaś miały się odbyć na neutralnych stadionach.

## Faza pucharowa
|  |                              |                              |                       |                       |    |                  |                  |          |  |  |       |       |       |
|  | Ćwierćfinał                  | Ćwierćfinał                  | Ćwierćfinał           |                       |    | Półfinał         | Półfinał         | Półfinał |  |  | Finał | Finał | Finał |
|  | Ćwierćfinał                  | Ćwierćfinał                  | Ćwierćfinał           |                       |    | Półfinał         | Półfinał         | Półfinał |  |  | Finał | Finał | Finał |
|  | 17 listopada 2018            |                              |                       |                       |    |                  |                  |          |  |  |       |       |       |
|  |                              |                              |                       |                       |    |                  |                  |          |  |  |       |       |       |
|  | CSM Bukareszt                | CSM Bukareszt                | 47                    |                       |    |                  |                  |          |  |  |       |       |       |
|  | CSM Bukareszt                | CSM Bukareszt                | 47                    | 24 listopada 2018     |    |                  |                  |          |  |  |       |       |       |
|  | Dinamo Bukareszt             | Dinamo Bukareszt             | 11                    |                       |    |                  |                  |          |  |  |       |       |       |
|  | Dinamo Bukareszt             | Dinamo Bukareszt             | 11                    |                       |    | CSM Bukareszt    | CSM Bukareszt    | 25       |  |  |       |       |       |
|  | 17 listopada 2018            |                              |                       |                       |    | CSM Bukareszt    | CSM Bukareszt    | 25       |  |  |       |       |       |
|  |                              |                              | CSM Știința Baia Mare | CSM Știința Baia Mare | 13 |                  |                  |          |  |  |       |       |       |
|  | CSM Știința Baia Mare        | CSM Știința Baia Mare        | CSM Știința Baia Mare | CSM Știința Baia Mare | 13 | 57               |                  |          |  |  |       |       |       |
|  | CSM Știința Baia Mare        | CSM Știința Baia Mare        |                       |                       |    | 57               | 23 marca 2019    |          |  |  |       |       |       |
|  | SCM Gloria Buzău             | SCM Gloria Buzău             | 10                    |                       |    |                  |                  |          |  |  |       |       |       |
|  | SCM Gloria Buzău             | SCM Gloria Buzău             | 10                    |                       |    | CSM Bukareszt    | CSM Bukareszt    | 24       |  |  |       |       |       |
|  | 16 listopada 2018            |                              |                       |                       |    | CSM Bukareszt    | CSM Bukareszt    | 24       |  |  |       |       |       |
|  |                              |                              | Timișoara Saracens    | Timișoara Saracens    | 14 |                  |                  |          |  |  |       |       |       |
|  | Steaua Bukareszt             | Steaua Bukareszt             | Timișoara Saracens    | Timișoara Saracens    | 14 | 67               |                  |          |  |  |       |       |       |
|  | Steaua Bukareszt             | Steaua Bukareszt             | 23 listopada 2018     |                       |    | 67               |                  |          |  |  |       |       |       |
|  | ACS Tomitanii Constanța      | ACS Tomitanii Constanța      | 5                     |                       |    |                  |                  |          |  |  |       |       |       |
|  | ACS Tomitanii Constanța      | ACS Tomitanii Constanța      | 5                     |                       |    | Steaua Bukareszt | Steaua Bukareszt | 13       |  |  |       |       |       |
|  | 17 listopada 2018            |                              |                       |                       |    | Steaua Bukareszt | Steaua Bukareszt | 13       |  |  |       |       |       |
|  |                              |                              | Timișoara Saracens    | Timișoara Saracens    | 17 |                  |                  |          |  |  |       |       |       |
|  | Timișoara Saracens           | Timișoara Saracens           | Timișoara Saracens    | Timișoara Saracens    | 17 | 49               |                  |          |  |  |       |       |       |
|  | Timișoara Saracens           | Timișoara Saracens           |                       |                       |    |                  |                  |          |  |  |       |       |       |
|  | CS Universitatea Cluj-Napoca | CS Universitatea Cluj-Napoca | 3                     |                       |    |                  |                  |          |  |  |       |       |       |
|  | CS Universitatea Cluj-Napoca | CS Universitatea Cluj-Napoca | 3                     |                       |    |                  |                  |          |  |  |       |       |       |

| 17 listopada 201812:00 | CSM Bukareszt | 47:11 | Dinamo Bukareszt | Stadionul Olimpia, Bukareszt |
| 17 listopada 201812:00 |               | 47:11 |                  | Stadionul Olimpia, Bukareszt |

| 17 listopada 201811:00 | CSM Știința Baia Mare | 57:10 | SCM Gloria Buzău | Arena Zimbrilor, Baia Mare |
| 17 listopada 201811:00 |                       | 57:10 |                  | Arena Zimbrilor, Baia Mare |

| 16 listopada 201812:00 | Steaua Bukareszt | 67:5 | ACS Tomitanii Constanța | Ghencea, Bukareszt |
| 16 listopada 201812:00 |                  | 67:5 |                         | Ghencea, Bukareszt |

| 17 listopada 201811:00 | Timișoara Saracens | 49:3 | CS Universitatea Cluj-Napoca | Stadionul Gheorghe Rășcanu, Timișoara |
| 17 listopada 201811:00 |                    | 49:3 |                              | Stadionul Gheorghe Rășcanu, Timișoara |

| 24 listopada 201812:00 | CSM Bukareszt | 25:13 | CSM Știința Baia Mare | Arena Zimbrilor, Baia Mare |
| 24 listopada 201812:00 |               | 25:13 |                       | Arena Zimbrilor, Baia Mare |

| 23 listopada 201811:00 | Steaua Bukareszt | 13:17 | Timișoara Saracens | Parcul Sportiv Iuliu Hațieganu, Kluż-Napoka |
| 23 listopada 201811:00 |                  | 13:17 |                    | Parcul Sportiv Iuliu Hațieganu, Kluż-Napoka |

| 23 marca 201913:00 | CSM Bukareszt | 24:14 | Timișoara Saracens | Stadion im. Florei Dumitrachego, Bukareszt |
| 23 marca 201913:00 |               | 24:14 |                    | Stadion im. Florei Dumitrachego, Bukareszt |